# Hirsi-Koisti
Hirsi-Koisti är en ö i Finland. Den ligger i sjön Kallavesi och i kommunen Kuopio i den ekonomiska regionen  Kuopio ekonomiska region  och landskapet Norra Savolax, i den centrala delen av landet, 300 km nordost om huvudstaden Helsingfors. Öns area är 12,8 hektar och dess största längd är 0,5 kilometer i nord-sydlig riktning.